# Shoku nihon kōki
Le Shoku nihon kōki (続日本後紀, Suite des Chroniques postérieures du Japon) est un texte d'histoire du Japon commandé officiellement. Complété en 869, il s'agit du quatrième volume de la série des Rikkokushi. Il couvre les années 833 à 850.

## Contexte
À la suite du précédent texte d'histoire nationale Nihon kōki de 840, l'empereur Saga ordonne en 855 la compilation des années écoulées depuis. L'ouvrage est édité principalement par Fujiwara no Yoshifusa et Haruzumi no Yoshitsuna. Il est achevé en 869.

## Contenu
Écrit en style kanbun et comprenant vingt volumes, le contenu couvre les événements des années de 833 à 850. Contrairement aux histoires nationales précédentes, ce teste est le seul à couvrir un règne unique, celui de l'empereur Ninmyō, créant un modèle pour les futures « histoires nationales ».